# 猿丸君彰功碑
猿丸君彰功碑（さるまるくんしょうこうひ）は、兵庫県芦屋市浜芦屋町にある石碑。

## 概要
芦屋川左岸沿い、芦屋公園内に位置する。芦屋市の前身である精道村の村長を務め、地域振興に功績のあった猿丸又左衛門安明（1872年 - 1920年）を顕彰する石碑であり、その没後10年を期して1930年（昭和5年）に建立された。題額は、当時立憲政友会総裁であった犬養毅の揮毫による。
碑面にはその生い立ちや経歴を記した文が刻まれており、省線芦屋駅の創設（現在のJR芦屋駅。1913年に請願駅として設置）、芦屋川の改修、耕地整理といった公共事業で中心的な役割を担ったことが功績として挙げられている。
芦屋の猿丸家は猿丸大夫の末裔を称する旧家で、安土桃山時代に「猿丸又左衛門」「猿丸吉左衛門」の2家に分かれた。又左衛門家からは、江戸時代後期に奥池を築造した猿丸又左衛門安時（1804年 - 1880年）が出ている。石碑建立時の精道村長・猿丸吉左衛門（1853年 - 1932年）は吉左衛門家の当主。

## 碑文

### 表面
猿丸又左衞門安明君ハ累世芦屋ノ名門ニシテ明治五年四月五日家ノ嫡
子ニ生ル性聰明闊達󠄁ニシテ事ヲ處スル敏󠄀捷ナリ曽テ精道󠄁村長二回芦屋
郵便󠄁局長縣會議員等ニ選󠄁ハレテ令名アリ夙ニ世ノ推移ニ着目シ官線芦
屋驛ノ創設芦屋川ノ改修及󠄁耕地整理ノ如キ公共事業ヲ企テ率先努力シ
テ遂ニ素志ヲ貫徹セリ而モ此レ咸本村發展ノ基トナリ近󠄁時諸般ノ膨張
驚クヘキモノアルニ到ル然ルニ大正九年四月四日病テ歿ス年四十九衆
皆其功績ヲ稱へ天壽ノ足ラサルヲ惜ム是ヲ以テ闔邑曩ニ報ルニ村葬ノ
禮ヲ以テス今又恰モ十周󠄀年ニ當リ村會ノ議決ニ依リ偉績ノ梗概ヲ勒シ
テ兹ニ稱頌スト爾云フ
　　　昭和五年四月
　　　　　　　　正三位勲一等　　犬養󠄁毅先生題額
　　　　　　　　　元武庫郡長正五位勲四等　　安達󠄁儀一郎撰書